# Doubí
Doubí (Aich en allemand) est une localité relevant de la commune de Karlovy Vary (ou Carlsbad), en Tchéquie.

## Géographie
Le village est situé dans l'ouest de la Bohême, au bord de l'Ohře, au sud-ouest de Karlovy Vary. La localité qui s’est développée à proximité immédiate du château médiéval est devenue un village au XIXe siècle. Au sud-est, le Doubská hora (609 m) s'élève au-dessus du barrage de Březová.

## Histoire
Le village a bénéficié de la proximité de Carlsbad. La fondation d'une fabrique de porcelaine en 1849 et l'ouverture de la ligne de chemin de fer construite en 1898 par le chemin de fer Marienbad-Karlsbad ont favorisé le développement du village.
Après l'annexion de la Bohême-Moravie par l'Allemagne nazie, Doubi est intégré avec Carlsbad, Drahowitz, Espenthor, Fischern, Kohlhau, Meierhöfen, Pirkenhammer et Weheditz à la ville de Carlsbad (29 avril 1939).
Après la Seconde Guerre mondiale et l’expulsion de la population germano-bohémienne, l’incorporation fut abrogée. Depuis 1974, Doubí est une section de Karlovy Vary. En 1991, le village comptait 2049 habitants. En 2001, le village était composé de 328 maisons dans lesquelles vivaient 2 046 personnes.

## Attraction
Les rochers de Svatoš se trouvent à proximité du village.